# Satu Mare (Harghita)
Satu Mare (in ungherese Máréfalva) è un comune della Romania di 1 951 abitanti, ubicato nel distretto di Harghita, nella regione storica della Transilvania.
Satu Mare è divenuto comune autonomo nel 2004, staccandosi dal comune di Brădești.
La maggioranza della popolazione è di etnia Székely.